# Gouds
Het Gouds is het stadsdialect gesproken door de autochtone volksklasse van Gouda. Het hoort tot de Hollandse dialecten.
De Hollandse dialecten staan vanouds erg dicht bij het Algemeen Beschaafd Nederlands (ABN). De invoering van de leerplicht en de daarmee gepaard gaande verbetering van het onderwijspeil en de uitbreiding van de stad met de komst van nieuwe bewoners maakten dat het zuivere Goudse dialect nauwelijks meer gesproken wordt. Maar tot ver in de 20e eeuw werd tegen iemand die moeilijke woorden gebruikte in overvalst Gouds dialect gezegd: Nauŵ, praat je moers taal maar èn auŵ je statuizwôôrde maar vôôje (= Nu, praat je moederstaal en houd je stadhuiswoorden maar voor je).
Ondanks het feit dat het Gouds een Hollands dialect is heeft het eigen kenmerken. Een autochtone Gouwenaar kan het verschil met andere dialecten uit de streek duidelijk merken, voor een niet-Gouwernaar is dit erg lastig. In het verleden week het Gouds belangrijk meer af van het Standaardnederlands. Zo sprak men tot in de twintigste eeuw in Gouda en omstreken de h niet uit, een verschijnsel dat in het zuidwesten van het "Nederlandse" taalgebied algemeen is maar in Holland verder alleen aan de kust voorkomt. De Gouwenaar was niet in staat om de h uit te spreken. Dat werd duidelijk gemaakt met het zinnetje: en ontjie in en okkie mi wat ôôj der in èn en èkkie der vôôr (= een hondje in een hokje met wat hooi er in en een hekje ervoor).
Verkleinwoorden krijgen in het Gouds de uitgang -ie (lucht-luchie, schutting-schuttenkie), -tjie (laan-laantie, wandeling-wandelingetjie), -chie (slab-slabbechie, la-laachie of laajchie, bed-bèddechie ook bètjie).
Anton Pieter Maarten Lafeber schreef een standaardwerk over het dialect van Gouda, met daarin een beschrijving van het dialect (klankleer en vormleer), een zeer uitgebreide alfabetische woordenlijst, een overzicht van circa duizend Goudse spreekwoorden en gezegden en een verhaal in het Goudse dialect: Van Kneelez èn Piet, dieje naa de Goeverwèlsen Deik gonge om te komfôôje èn oo of ze van en kauŵe kèrremes tuis kwamme (Van Knelis en Piet, die naar de Goejanverwelledijk gingen om appels te stelen en hoe ze van een koude kermis thuis kwamen).